# 여자 구르메 버거부
《여자 구르메 버거부》(女子グルメバーガー部 조시구루메바가부[*])는 2020년 7월 11일부터 TV 도쿄에서 방영되는 드라마 25 시간대의 일본의 드라마이다.

## 개요
구르메 버거(재료나 제조법에 구애된 고급 햄버거)의 매력에 빠진 12명의 여자들을 주역으로 하는 옴니버스 형식의 코미디이며 매회 2명씩 등장한다.
등장하는 버거 가게는 실제로 있는 곳에서 촬영하고 있다.
2020년 2월부터 3월 중순(신형 코로나 바이러스 긴급 사태 선언 발령전)에 걸쳐서 감염 확산 방지에 유의하면서 촬영되었다.

## 방송 시간
| 방송 기간                   | 방송 시간                 | 방송 채널     | 비고         |
| --------------------------- | ------------------------- | ------------- | ------------ |
| 2020년 7월 11일 ~           | 토요일 새벽 12:52 ~ 1:23  | TV 도쿄       | 제작국       |
|                             |                           | TV 오사카     | TV 도쿄 계열 |
|                             |                           | TV 홋카이도   | TV 도쿄 계열 |
|                             |                           | TVQ 규슈 방송 | TV 도쿄 계열 |
| 2020년 7월 29일 ~ 10월 21일 | 수요일 새벽 1:00 ~ 1:30   | TV 아이치     |              |
| 2020년 8월 26일 ~ 11월 11일 | 월요일 새벽 1:35 ~ 2:05   | TV 니가타     | 닛폰 TV 계열 |
| 2020년 9월 21일 ~ 12월 7일  | 월요일 새벽 1:35 ~ 2:05   | TV 와카야마   | 독립국       |
| 2020년 10월 8일 ~ 12월 24일 | 목요일 새벽 12:00 ~ 12:30 | BS TV 도쿄    |              |
|                             |                           | BS TV 도쿄 4K |              |

| 방송 기간         | 방송 시간               | 방송 채널 | 비고 |
| ----------------- | ----------------------- | --------- | ---- |
| 2020년 7월 29일 ~ | 수요일 새벽 2:30 ~ 3:00 | 채널J     |      |

| 서비스 실시일(제1화 ~ 최종화) | 공개 시간                 | 서비스 사이트 | 비고 |
| ----------------------------- | ------------------------- | ------------- | ---- |
| 2020년 7월 15일 ~ 9월 29일    | 화요일 또는 수요일 업로드 | 도라마코리아  |      |

## 등장 인물
- 에마 자스민[1] : 에토 세라(衛藤セーラ) 역 (21) - 미국인과 일본인 혼혈
- 오하라 유노[2] : 미토 코즈에(美藤こず恵) 역 (21) - 남자 운이 없는 대학생
- 키타무라 유이[1] : 후지에다 료코(藤枝涼子) 역 (23) - 신입 사원
- 사사키 미레이(히나타자카46)[2] : 모리바야시 에미(森林映美) 역 (21) - 카페 아르바이트생
- 후쿠다 메이[1] : 사노 쇼코(佐野祥子) 역 (23) - 건축 회사 사무원
- 마츠다 루카[1] : 오오타니 레나(大谷玲奈) 역 (28) - 전문직 여성
- 마츠모토 키요[1] : 키타미 나나세(北見七瀬) 역 - 대기업 안내 데스크의 접수 담당
- 미야자키 유[1] : 미토 다리아(美藤だりあ) 역 (18) - 청소 아르바이트생
- 미야시타 카나코[1] : 코노에 카즈미(近衛一美) 역 (24) - 건축 회사 아르바이트생
- 야지마 마이미[1] : 후지 스미레(不二すみれ) 역 (25) - 싱어송라이터
- 야마구치 마유[1] : 카케가와 아야카(筧川彩花) 역 (18) - 스포츠를 좋아하는 고등 3학년
- 요코다 마유[1] : 키바 노에루(木場のえる) 역 (22) - 대학생

### 특별 출연
제1화
- 하시모토 이치로 : 하세가와(長谷川) 역[6]
- 미야타 요시노리
- 와타나베 유타로
- 세코구치 료
- 킨토키 무스코

제2화
- 쿠레나이 유즈루[6] : 아츠코(厚子) 역
- 카와이 유미[6] : 레나(れな) 역
- 츠지모토 미즈키 : 카즈에(和恵) 역 - 기업 안내 데스크의 접수 담당

제3화
- 오카다 코키[6] : 타카기(高木) 역
- BOB
- 스즈키 츠쿠시
- 나카무라 유즈키
- 타케모토 리리카

제4화
- 쇼지 유스케[6] : 나카무라(木村) 요리장
- 나가타 타카토
- 무토 레이코
- 야마모토 유메
- 와타베 료스케
- 혼다 신
- 하루키 리사
- 사이토 아야메

제5화
- 오즈카 히로타[6]
- 카와무라 우미노
- 히라야마 유리 (8화도 출연)
- 이카이 코이치 (8화도 출연)
- 마츠시마 켄타
- 킨타카오

제6화
- 반도 히코사부로[6]
- 오토나리 유스케
- 시노
- YURINO : 영어 회화 교실 선생님 역
- Gregory Pekar
- Robert Anderson

제7화
- 혼다 치카라[6]
- Jake Cloudchair
- 미요 켄
- 아베 코사쿠
- 쿠라하시 코토리 (목소리 출연)

제8화
- 카츠야[6]
- 코바야시 요헤이

제9화
- 야마무라 미치
- 미카미 츠토무 (11화도 출연)
- 나카오카 산타로 (11화도 출연)
- 야마가타 쇼지 (11화도 출연)
- 사카구치 아야 (11화도 출연)
- 후지마키 유카
- 오츠지 켄고

제10화
- 카토 신스케
- 후지타니 리코
- 마츠우라 신이치로
- 오노기 리나

제11화
- 오미즈 요스케(러버걸)
- 사토 코조

최종화
- 오타 히로히사(정글 포켓)[6]
- 미츠이시 켄[6]

## 방영 목록
| #      | 날짜     | 방문 가게                                                                          | 주연               | 시식 버거                        |
| ------ | -------- | ---------------------------------------------------------------------------------- | ------------------ | -------------------------------- |
| 제1화  | 7월 11일 | No.18 (주소: 도쿄도 도시마구 히가시이케부쿠로 2−57−2, 코스모 히가시이케부쿠로 105) | 오하라 유노        | 캐러맬 베이컨 치즈 버거          |
| 제1화  | 7월 11일 | No.18 (주소: 도쿄도 도시마구 히가시이케부쿠로 2−57−2, 코스모 히가시이케부쿠로 105) | 사사키 미레이      | 아보카도 모차렐라 치즈 버거      |
| 제2화  | 7월 18일 | SHOGUN BURGER 신주쿠점 (주소: 도쿄도 신주쿠구 가부키초 1-15-12)                    | 미야자키 유        | 트리플 치즈 버거                 |
| 제2화  | 7월 18일 | SHOGUN BURGER 신주쿠점 (주소: 도쿄도 신주쿠구 가부키초 1-15-12)                    | 마츠모토 키요      | 데리야키 푸아그라 버거           |
| 제3화  | 7월 25일 | Island Burgers 요츠야 산초메점 (주소: 도쿄도 신주쿠구 요츠야 3-1-1, 스가 빌딩)     | 마츠모토 키요      | 타르타르 아보카도 버거           |
| 제3화  | 7월 25일 | Island Burgers 요츠야 산초메점 (주소: 도쿄도 신주쿠구 요츠야 3-1-1, 스가 빌딩)     | 키타무라 유이      | 파인애플 치즈 버거               |
| 제4화  | 8월 1일  | BLACOWS (주소: 도쿄도 시부야구 에비스니시 2-11-9)                                  | 오하라 유노        | 블라카우즈 버거                  |
| 제4화  | 8월 1일  | BLACOWS (주소: 도쿄도 시부야구 에비스니시 2-11-9)                                  | 미야자키 유        | 데리야키 버거 (계란 토핑)        |
| 제5화  | 8월 8일  | BURGER&MILKSHAKE CRANE (주소: 도쿄도 지요다구 소토칸다 6-16-3, 국제61 63빌딩 1층)  | 에마 자스민        | 에그 치즈 버거                   |
| 제5화  | 8월 8일  | BURGER&MILKSHAKE CRANE (주소: 도쿄도 지요다구 소토칸다 6-16-3, 국제61 63빌딩 1층)  | 마츠다 루카        | 루더 버거                        |
| 제6화  | 8월 15일 | Authentic (주소: 도쿄도 미나토구 아카사카 2-18-19)                                 | 에바 자스민        | 브로콜리 치즈 버거               |
| 제6화  | 8월 15일 | Authentic (주소: 도쿄도 미나토구 아카사카 2-18-19)                                 | 야지마 마이미      | 레드 핫 갈릭 버거                |
| 제7화  | 8월 22일 | ICON (주소: 도쿄도 시부야구 요요기 2-30-3)                                         | 야마구치 마유      | 사과 버거                        |
| 제7화  | 8월 22일 | ICON (주소: 도쿄도 시부야구 요요기 2-30-3)                                         | 야지마 마이미      | 사과 버거                        |
| 제8화  | 8월 29일 | R-S (주소: 지바현 마쓰도시 고가네하라 6-2-6)                                       | 키타무라 유이      | 리얼 버거                        |
| 제8화  | 8월 29일 | R-S (주소: 지바현 마쓰도시 고가네하라 6-2-6)                                       | 마츠다 루카        | KISEKI ~기적~                    |
| 제9화  | 9월 5일  | BROZER'S 니혼바시닌교초 본점 (주소: 도쿄도 주오구 니혼바시닌교초 2-28-5)           | 미야시타 카나코    | 랏 버거                          |
| 제9화  | 9월 5일  | BROZER'S 니혼바시닌교초 본점 (주소: 도쿄도 주오구 니혼바시닌교초 2-28-5)           | 후쿠다 메이        | 아보카도 치즈 버거 (머시룸 토핑) |
| 제10화 | 9월 12일 | JACK37BURGER (주소: 도쿄도 주오구 니혼바시코덴마초 16-16)                          | 야구치 마유        | 잭 더블 버거                     |
| 제10화 | 9월 12일 | JACK37BURGER (주소: 도쿄도 주오구 니혼바시코덴마초 16-16)                          | 미야시타 카나코    | 빌리니즈 고수 버거 (더블 패티)   |
| 제11화 | 9월 19일 | JACKSON HOLE (주소: 도쿄도 조후시 후다 1-3-1)                                      | 후쿠다 메이        | 잭슨 버거윌슨 버거               |
| 제11화 | 9월 19일 | JACKSON HOLE (주소: 도쿄도 조후시 후다 1-3-1)                                      | 요코다 마유        | 잭슨 버거윌슨 버거               |
| 제11화 | 9월 19일 | JACKSON HOLE (주소: 도쿄도 조후시 후다 1-3-1)                                      | 웨딩 기프트 (주류) |                                  |
| 최종화 | 9월 26일 | AMERICAN DINING homeys (도쿄도 신주쿠구 다카다노바바 2-9-1)                        | 사사키 미레이      | 정보 없음                        |
| 최종화 | 9월 26일 | AMERICAN DINING homeys (도쿄도 신주쿠구 다카다노바바 2-9-1)                        | 요코다 마유        | 더블 치즈 버거 (빨간 칠리 번)    |
| 최종화 | 9월 26일 | FIREHOUSE (주소: 도쿄도 분쿄구 혼고 4-5-10)                                        | 요코다 마유        | 애플 버거                        |
| 최종화 | 9월 26일 | FIREHOUSE (주소: 도쿄도 분쿄구 혼고 4-5-10)                                        | 요코다 마유        | 모차렐라 머시룸 버거             |
| 최종화 | 9월 26일 | FIREHOUSE (주소: 도쿄도 분쿄구 혼고 4-5-10)                                        | 사사키 미레이      |                                  |
| 최종화 | 9월 26일 | FIREHOUSE (주소: 도쿄도 분쿄구 혼고 4-5-10)                                        | 후쿠다 메이        |                                  |
| 최종화 | 9월 26일 | FIREHOUSE (주소: 도쿄도 분쿄구 혼고 4-5-10)                                        | 미야시타 카나코    |                                  |
| 최종화 | 9월 26일 | FIREHOUSE (주소: 도쿄도 분쿄구 혼고 4-5-10)                                        | 야마구치 마유      |                                  |
| 최종화 | 9월 26일 | FIREHOUSE (주소: 도쿄도 분쿄구 혼고 4-5-10)                                        | 야지마 마이미      |                                  |
| 최종화 | 9월 26일 | FIREHOUSE (주소: 도쿄도 분쿄구 혼고 4-5-10)                                        | 에바 자스민        |                                  |
| 최종화 | 9월 26일 | FIREHOUSE (주소: 도쿄도 분쿄구 혼고 4-5-10)                                        | 키타무라 유이      |                                  |
| 최종화 | 9월 26일 | FIREHOUSE (주소: 도쿄도 분쿄구 혼고 4-5-10)                                        | 마츠모토 키요      |                                  |
| 최종화 | 9월 26일 | FIREHOUSE (주소: 도쿄도 분쿄구 혼고 4-5-10)                                        | 미야자키 유        |                                  |
| 최종화 | 9월 26일 | FIREHOUSE (주소: 도쿄도 분쿄구 혼고 4-5-10)                                        | 오하라 유노        |                                  |
| 최종화 | 9월 26일 | 직장                                                                               | 마츠다 루카        | 포장                             |

※일부 가게는 촬영 종료 후에 사회적 거리두기로 인해서 배치 등을 변경하고 있는 가게도 있다.